# Accueil des villes françaises
 (mars 2016).
Si vous disposez d'ouvrages ou d'articles de référence ou si vous connaissez des sites web de qualité traitant du thème abordé ici, merci de compléter l'article en donnant les références utiles à sa vérifiabilité et en les liant à la section « Notes et références ».
 (mars 2016).
Pour les articles homonymes, voir AVF.

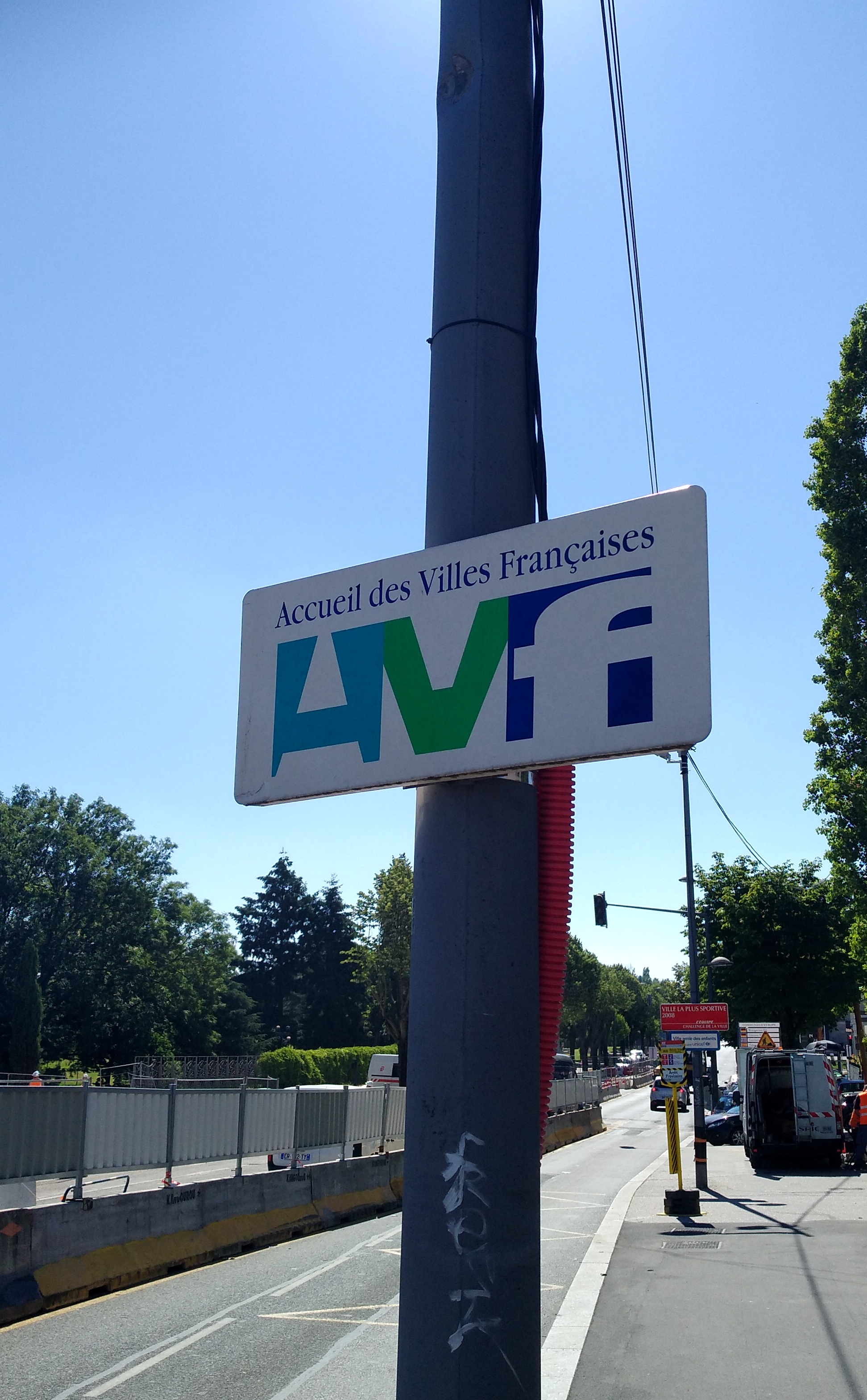
Panneau de l'AVF à l'entrée de Bron.

Les associations Accueil des villes françaises (AVF) ont pour mission de « fournir un service d’accompagnement à ceux qui déménagent pour des raisons professionnelles ou personnelles, en leur donnant les moyens d'une intégration rapide dans leur nouvel environnement. » 

## Historique
La première association Accueil des villes françaises (AVF) trouve son origine en 1961. Sa création est liée au mouvement de décentralisation et à la mobilité qu’il impliquait. C’est dans ce contexte que différents acteurs de la ville de Reims (municipalité, CCI, jeune chambre économique, habitants, syndicat d’initiative…) se sont réunis pour construire des dispositifs et outils pour mieux accompagner les nouveaux arrivants dans leur installation et leur intégration dans leur nouvelle ville.  
Le 13 janvier 1962, l’association organise à l’Hôtel de ville de Reims sa première réunion d’accueil où est remise la première mallette de l’accueil. En juillet 1963 est créée l’association « Accueil de Reims » qui a pour objet l’amélioration de l’accueil des personnes nouvellement arrivées à Reims et de faciliter leur intégration morale et sociale dans la communauté rémoise par toutes actions appropriées. Cette initiative inspire d’autres territoires et le déploiement de l’association est amorcé.
En 1968, le réseau compte 23 associations d’accueil, puis 85 en 1970 et atteint 151 en 1971. Cette même année la Fédération nationale des offices de tourisme et syndicats d'initiative expose les possibilités et avantages d’une organisation nationale. L’appellation Accueil des villes françaises (AVF) est née et s’accompagne de l’adoption d’une charte nationale et d’un sigle. Chaque AVF porte le nom de sa ville (exemple : Asnières AVF Accueil).
En 1985, l’UNAVF est reconnue d’intérêt général. En 1987, le Département administratif de formation est créé pour prendre en charge la formation des bénévoles aux métiers de l’accueil.
En 2016, le réseau AVF compte en France plus de 300 AVF locaux, 70 000 adhérents et 11 000 bénévoles formés aux techniques de l’accueil et de l’accompagnement des nouveaux arrivants. Les AVF sont des associations à but non lucratif. Les AVF sont partenaires des municipalités pour optimiser l'accompagnement des nouveaux arrivants et des entreprises pour accompagner les mutations et mobilités professionnelles.
2018 les AVF signent une convention avec l'association des Maires de France (AMF) 